# Pearl Aday

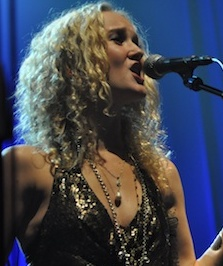
Pearl Aday

Pearl Aday (* 1975) ist eine US-amerikanische Sängerin.

## Leben
Aday ist die Adoptivtochter des Sängers Meat Loaf (1947–2022), der mit ihrer Mutter, Leslie G. Edmonds, von 1979 bis 2001 verheiratet war. Sie hat eine Halbschwester, Amanda Aday, die 1981 geboren wurde. Sie ist mit dem Gitarristen Scott Ian verheiratet, der Mitglied der Band Anthrax ist. Aday ist seit Juni 2011 Mutter eines Sohnes mit dem Namen Revel Young Ian.
Aday besuchte das Emerson College in Boston (Massachusetts) mit dem Schwerpunkt „Kreatives Schreiben“, begann kurz danach jedoch eine musikalische Karriere. 1994 war sie Hintergrund-Sängerin auf der Meat-Loaf-Tournee zum Album Bat out of Hell II: Back Into Hell. Auch auf der darauf folgenden Tournee, die 1996 begann, begleitete sie ihren Vater, bevor sie 1998 festes Mitglied seiner Begleit-Band Neverland Express wurde. 2003 sang sie mit ihrem Vater das Duett Man of Steel auf dem Album Couldn’t Have Said It Better. Der Titel wurde in Großbritannien als Single veröffentlicht.
Pearl Aday sang auch auf der New-Tattoo-Tour der Band Mötley Crüe und ist auf der anschließend veröffentlichten DVD Lewd, Crued, and Tattooed zu sehen. Inzwischen hat sie ihre eigene Band, Pearl.

## Pearl
Aday ist Sängerin ihrer Band Pearl. Der Gruppe gehören die Gitarristen Scott Ian und Jim Wilson, der Bassist Marcus Blake und Schlagzeuger Matt Tecu an. Im März 2008 war Pearl Vorgruppe von Velvet Revolver bei deren Tournee in Großbritannien. Ihr Debütalbum mit dem Titel Little Immaculate White Fox wurde 2009 aufgenommen und erschien 2010 bei Megaforce Records. Es enthielt eine Coverversion des Ike & Tina Turner-Songs Nutbush City Limits, außerdem spielte Ted Nugent Gitarre auf dem Song Check Out Charlie. Der Veröffentlichung folgte 2011 ein Live-Album. Erst 2018 veröffentlichte Aday ein weiteres Solo-Album, das im Stil des Country-Rock gehalten war.

## Motor Sister
Anlässlich des 50. Geburtstag ihres Mannes im Dezember 2013 spielte Pearl Aday mit diesem, John Tempesta (u. a. The Cult), Joey Vera (Armored Saint, Fates Warning) und Jim Wilson (Mother Superior) ein Set aus zwölf Songs der Band Mother Superior. Durch diesen Auftritt entstand die Band Motor Sister, die am 6. März 2015 ihr Debütalbum veröffentlichte. Das zweite Album der Gruppe, Get Off, erschien am 6. Mai 2022.

## Diskografie

### Pearl
- Little Immaculate White Fox (2010)
- The Swinghouse Session: Pearl Live & Acoustic (2011)
- Heartbreak And Canyon Revelry (2018)

### Motor Sister
- Ride (2015)
- Get Off (2022)

### Mit Meat Loaf
- Welcome to the Neighbourhood
- Live Around the World
- The Very Best of Meat Loaf
- VH1 Storytellers
- Couldn’t Have Said It Better

### Ace Frehley
- Anomaly